# За нови миленијум
За нови миленијум је двадесет четврти музички албум српског певача Шабана Шаулића. Објављен је 2000. године за ЗАМ продукцију, на компакт диск формату и аудио касети, а на њему се налази осам песама.

## Песме
| Бр. | Назив песме         | Трајање |
| --- | ------------------- | ------- |
| 1.  | Бојана              | 04:03   |
| 2.  | Веров'о сам теби    | 04:05   |
| 3.  | Волео сам те        | 04:07   |
| 4.  | Иди, иди опростићу  | 04:04   |
| 5.  | Два дана се свађамо | 04:28   |
| 6.  | Љубав, само љубав   | 02:25   |
| 7.  | Рај божији          | 03:12   |
| 8.  | Маро душо           | 03:20   |